# روبرت جين
روبرت جين (بالإنجليزية: Robert Jayne)‏ هو ممثل أمريكي، ولد في 16 يوليو 1973.

## أعمال

### أفلام
- (1986) النسر الحديدي
- (2001) بيرل هاربر[4][5][6]

### مسلسلات
- جوال تكساس ووكر

## وصلات خارجية
- روبرت جين على موقع IMDb (الإنجليزية)
- روبرت جين على موقع ألو سيني (الفرنسية)
- روبرت جين على موقع قاعدة بيانات الفيلم (الإنجليزية)
- روبرت جين على موقع كينوبويسك (الروسية)